# Delias pasithoe
Delias pasithoe is een vlindersoort uit de familie Pieridae (witjes) en de onderfamilie Pierinae.
De wetenschappelijke naam Delias pasithoe werd in 1767 gepubliceerd door Linnaeus.